# Levan
Koordinati:   44°48′01″N, 13°59′05″E
Levan je majhen nenaseljen otoček ob obali Istre.
Levan leži v Medulinskem zalivu okoli 1,5 km zahodno od rta Marlera. Njegova površina meri 0,068 km², dolžina obalnega pasu je 1,16 km. Najvišja točka otočka je visoka 11 mnm.